# Pol de Czernichowski
Pol de Czernichowski, né le 11 mars 1876 à Paris et mort le 30 mars 1916 à Dugny-sur-Meuse, est un artiste peintre français.

## Biographie
Pol Czernichowski est le fils de Léon Czernichowski (1844-1926), employé, et de Marie Jeanne Aubry (1846-1904). 
Élève de Jean-Paul Laurens et Benjamin-Constant, il expose au Salon de 1899 à 1913, des scènes de genre et des portraits (dont celui de son frère André au Salon de 1901).
En 1903, il quitte son logement du boulevard Raspail, pour bâtir, au no 7 de la rue Cassini, sa demeure par l'intermédiaire de Louis Süe et Paul Huillard. Durant les travaux, une stèle gallo-romaine est découverte.
Il est membre de la Société des artistes français.
Lorsque la première Guerre mondiale est déclarée, il est mobilisé.
Nommé officier d'administration en 1915, il est touché mortellement en 1916 par des éclats de bombes d'avions ennemis, au camp de ravitaillement de Dugny. Sa tombe individuelle no 1211B est située dans la Nécropole nationale de Dugny-sur-Meuse.